# رفغيات
الرُفَغِيَّات (الاسم العلمي: Melanconidaceae)، فصيلة فطور مجهرية من رتبة الديابورثيات.

## الأجناس
فيما يلي قائمة بالأجناس التي تحتويها الرفغيات، وفقًا لمخطط الفطريات الزقية لعام 2007. الحالة الوضعية لجنس Gibellia في هذه الفصيلة غير مؤكدة.
- Botanamphora
- Ceratoporthe
- Cytomelanconis
- Dicarpella
- Dictyoporthe
- Freminaevia
- Gibellia
- Hypophloeda
- Kensinjia
- Macrodiaporthe
- Massariovalsa
- Mebarria
- Melanamphora
- Melanconiella
- رفغة
- Melogramma
- Phragmodiaporthe
- Plagiophiale
- Plagiostigme
- Prosthecium
- Prostratus
- Pseudovalsa
- Pseudovalsella
- Wehmeyera
- Wuestneia
- Wuestneiopsis